# Kasym
Der Kasym (russisch Казы́м) ist ein 659 Kilometer langer rechter Nebenfluss des Ob im Westsibirischen Tiefland in Russland.

## Verlauf
Der Kasym entfließt auf 136 m Höhe einem Sumpfgebiet um den See Kasym-Tai-Lor an der Nordflanke des Sibirischen Landrücken (Sibirskije Uwaly) im nordwestlichen Zentralteil des Westsibirischen Tieflandes. Er durchfließt auf den ersten Kilometern in nördlicher, dann auf seiner gesamten Länge immer auf dem Territorium des Autonomen Kreises der Chanten und Mansen/Jugra das sumpfige und seenreiche Tiefland in westlicher Richtung. Er mündet schließlich in 7 m Höhe in den rechten Arm des Ob, den Großen Ob (Bolschaja Ob), nachdem er sich bereits etwa 40 km davor unterhalb der Siedlung Polnowat mit dem Ob-Arm Sudochodnaja („Schiffbarer Ob“) vereinigt hatte und parallel zum Ob in nördlicher Richtung geflossen war.
Die bedeutendsten Nebenflüsse des Kasym sind Amnja und Lychn von links sowie Sorum von rechts.

## Hydrographie
Das Einzugsgebiet des Kasym umfasst 35.600 km². In Mündungsnähe, unterhalb der Vereinigung mit der Sudochodnaja Ob, erreicht der Fluss eine Breite fast 500 m bei einer Tiefe von 5 m; die Fließgeschwindigkeit beträgt hier 0,5 m/s.
Der Kasym gefriert von Anfang November bis in die zweite Maihälfte. Die Wasserführung bei Juilsk am oberen Mittellauf, 417 km oberhalb der Mündung, beträgt im Jahresdurchschnitt 76,7 m³/s bei einem Minimum von 21,7 m³/s im März und einem Maximum von 191 m³/s im Juni, in Mündungsnähe im Jahresdurchschnitt 267 m³/s.

## Infrastruktur und Wirtschaft
Der Fluss ist auf 180 km ab der Siedlung Werchnekasymski schiffbar.
Der Einzugsbereich des Kasym ist Hauptsiedlungsgebiet der nördlichen Gruppe der Chanten. Die wirtschaftliche Erschließung eines Teils des vom Kasym durchflossenen Gebietes begann mit der Entdeckung der westsibirischen Erdöl- und Erdgasvorkommen ab den 1970er-Jahren. Am unteren Mittellauf des Flusses entstand die Stadt Belojarski; mehrere Pipelines kreuzen den Fluss.